# Jeunesse d’El Massira
Jeunesse d’El Massira ist ein marokkanischer Fußballverein aus El Aaiún aus der Region Westsahara. Der 1977 gegründete Verein spielt derzeit in der marokkanischen Liga GNF 2. Sein Heimstadion ist das 15.000 Zuschauer fassende Estadio Cheikh Laaghdef.